# Pruszcz Gdański (Landgemeinde)
Die Gmina wiejska Pruszcz Gdański ist eine selbständige Landgemeinde in Polen und liegt im Powiat Gdański der Woiwodschaft Pommern. Die Gemeinde hat eine Fläche von 142,6 km² auf der 32.184 Einwohner (31. Dezember 2020) wohnen. Der Sitz der Gemeinde wurde 2018 von der namensgebenden Kreisstadt Pruszcz Gdański (deutsch Praust), die der Landgemeinde nicht angehört, nach Juszkowo (Gischkau) verlegt.

## Geschichte
Das Gebiet der Gemeinde gehörte vor 1919 zur deutschen Provinz Westpreußen und wurde nach dem Ersten Weltkrieg im Rahmen des Versailler Vertrags dem Gebiet der Freien Stadt Danzig zugeordnet. In Russoschin befand sich ein Außenarbeitslager des KZ Stutthof, ein Außenkommando wurde in Weßlinken errichtet.
Nach dem Zweiten Weltkrieg kam die gesamte Region zu Polen. Die Landgemeinde hatte früher einen anderen Zuschnitt und kam 1999 zum neu gegründeten Powiat Gdański (Landkreis). Von 1945 bis 1998 gehörte die Landgemeinde zur Woiwodschaft Gdańsk, bzw. zu deren Vorgängerin.

## Gliederung

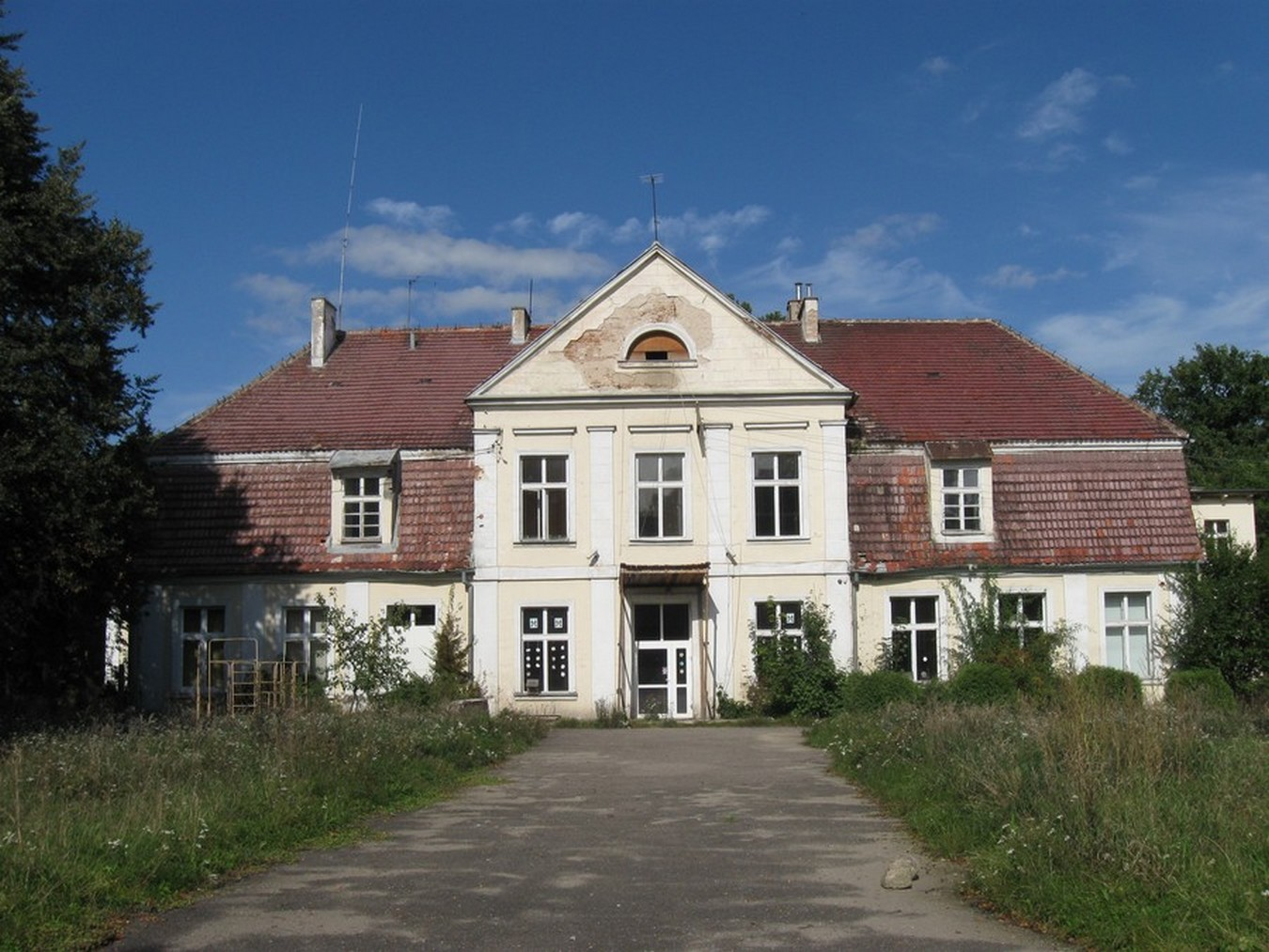
Herrenhaus in Rusocin, um 1800 für die Familie von Tiedemann erbaut

Zur Landgemeinde Pruszcz Gdański gehören 30 Schulzenämter. Die Schulzenämter (deutsche Namen bis 1945) sind:
| - Arciszewo (Artschau) - Będzieszyn (Bangschin) - Bogatka (Reichenberg) - Borkowo (Borgfeld) - Bystra (Scharfenberg) - Bystra-Osiedle (Klein Scharfenberg) - Cieplewo (Zipplau) - Dziewięć Włók (Neunhuben) - Goszyn (Goschin) - Jagatowo (Jetau, 1938–1945 Groß Jetau) | - Juszkowo (Gischkau) - Krępiec (Krampitz) - Lędowo (Landau) - Łęgowo (Langenau) - Mokry Dwór (Nassenhuben) - Przejazdowo (Quadendorf) - Radunica (Hundertmark) - Rekcin (Rexin) - Rokitnica (Müggenhahl) - Roszkowo (Rostau) | - Rotmanka (Rottmannsdorf) - Rusocin (Russoschin) - Straszyn (Straschin) - Świńcz (Schwintsch) - Wiślina (Hochzeit) - Wiślinka (Weßlinken) - Wojanowo (Woyanow) - Żukczyn (Suckschin) - Żuława (Groß Saalau, 1939–1945 Saalau) - Żuławka (Klein Saalau) |

### Weitere Siedlungen
- Borzęcin (Borrenschin)
- Głębokie (Tiefensee)
- Malentyn
- Weselno (Böttchergasse)
- Wiślinka (Wesslinken)

Ein früherer Gutsbezirk war Prędzieszyn (Prangschin); „Straszyn Prędzieszyn“ (Straschin-Prangschin) war eine Station an der ehemaligen Bahnstrecke nach Łeba (Leba).

## Persönlichkeiten
- Johann Reinhold Forster (1729–1798), Naturwissenschaftler und Entdecker; Pfarrer in Hochzeit
- Johann Georg Forster (1754–1794), Naturforscher, Ethnologe, Reiseschriftsteller und Revolutionär
- Daniel Ernst Jablonski (1660–1741), Hofprediger in Berlin, Bischof des polnischen Zweiges der Brüder-Unität, Mitbegründer der Preußischen Akademie der Wissenschaften
- Michael Gottlieb Hansch (1683–1749), Philosoph, Theologe und Mathematiker
- Oswald Arthur Lenz (* 1886 in Müggenhahl; † 1970), Autor und Redakteur der „Danziger Allgemeinen Zeitung“[3]
- Ludwig von Tiedemann (1841–1908), Architekt